# Gloria Grahame
Gloria Grahame, född Gloria Hallward den 28 november 1923 i Los Angeles i Kalifornien, död 5 oktober 1981 i New York i New York, var en amerikansk skådespelare.

## Biografi
Grahame började uppträda på scen som nioåring med Pasadena Community Playhouse och hade roller i skolpjäser. Hon gjorde debut på Broadway 1943 och skrev filmkontrakt med MGM året därpå. Det kom emellertid att dröja fram till början av 1950-talet innan hon blev en populär stjärna. Hennes förföriska röst, plutmun och sexiga framtoning gjorde att hon ofta fick spela förförerska eller "fallen kvinna". I Polishämnaren spelar hon en klyftig prostituerad som misshandlas svårt av sin hallick för att hon hjälper en avstängd kriminaldetektiv (Glenn Ford) att utreda ett mord. I Nakna nerver spelar hon en kvinna som dras till en mystisk granne (Humphrey Bogart) som kanske är en mördare.
Grahame belönades med en Oscar för bästa kvinnliga biroll för Illusionernas stad 1952.
I slutet på 1950-talet drog hon sig tillbaka från filmen, men gjorde senare comeback. Under 1960- och 1970-talen medverkade hon i en rad lågbudgetfilmer men uppmärksammades på nytt med sin medverkan i TV-serien De fattiga och de rika.
Hon avled i magcancer och bukhinneinflammation, 57 år gammal.

## Filmografi i urval
- 1945 – Utan kärlek
- 1946 – Livet är underbart
- 1947 – Hämnden är rättvis

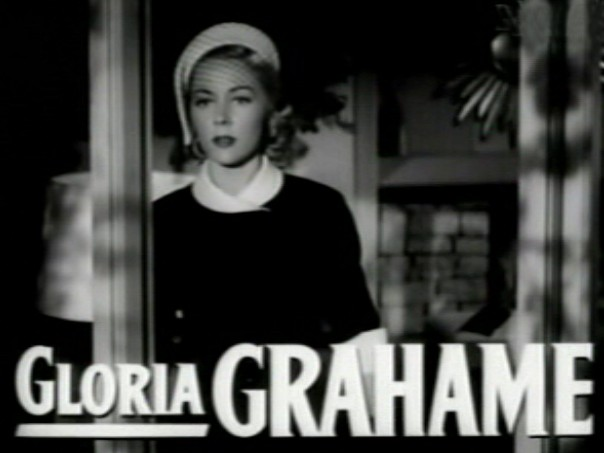
Gloria Grahame i Illusionernas stad.

- 1947 – Melodin som gäckade skuggan
- 1950 – Nakna nerver
- 1952 – Illusionernas stad
- 1952 – Världens största show
- 1952 – Avslöjad
- 1953 – Polishämnaren
- 1954 – Mord på nattexpressen
- 1955 – Oklahoma!
- 1956 – Mannen som inte fanns
- 1959 – Mot alla odds
- 1970 – Illdåd i mörker
- 1971 – Den blodiga hammaren
- 1976 – De fattiga och de rika (TV-serie)
- 1979 – Chilly Scenes of Winter
- 1980 – Melvin och Howard